# Faustí i Jovita
Faustí i Jovita (Brescia, s. I - ca. 120) foren dos germans, suposats màrtirs cristians sota el regnat d'Hadrià. Són venerats com a sants a tota la cristiandat.

## Hagiografia
La tradició diu que eren dos germans, membres d'una noble família de Brixia (actual Brescia). Convertits pel bisbe Apol·loni de Brèscia, Faustí, que era el major, es feu prevere i va predicar el cristianisme; Joví o Jovita era diaca. Durant una persecució, al regnat d'Hadrià, cap al 120, foren presos. Torturats a Brescia, Roma i Nàpols, foren decapitats a Brescia.
Sant Faustí de Brescia, bisbe de la ciutat, va compilar les actes dels sants segles després.

## Historicitat
Les actes mantenen un to purament llegendari i són poc versemblants. Els bol·landistes i altres erudits, com Fedele Savio, han qüestionat l'existència dels dos sants. No obstant això, consten a martirologis i santorals antics. El 1969, foren exclosos del calendari universal de sants de l'Església Catòlica a causa de la manca de versemblança de les actes. Continuen, però, al Martirologi romà, i el culte és permès als llocs on té tradició.

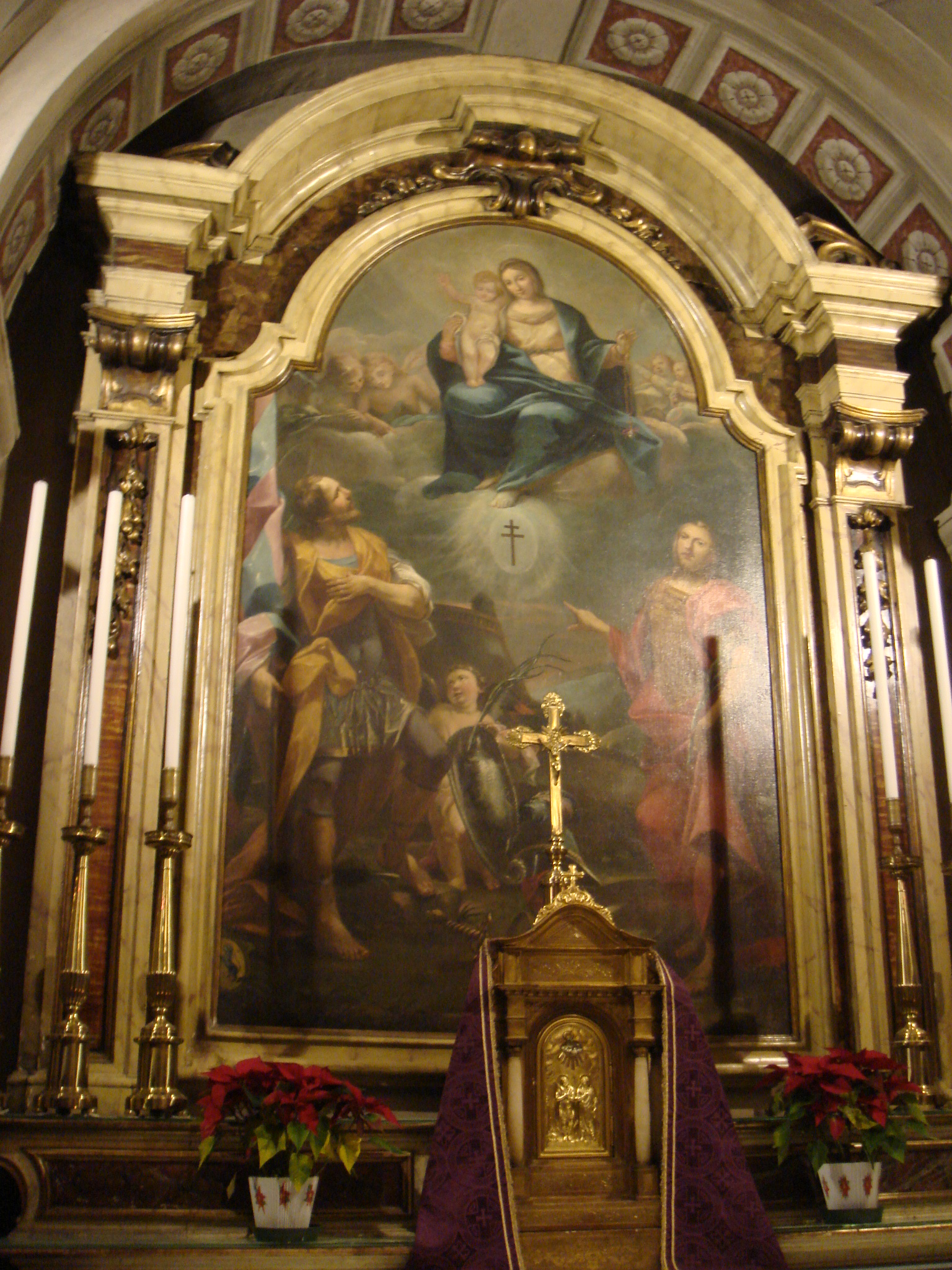
Altar de San Faustino in Riposo (Brescia)
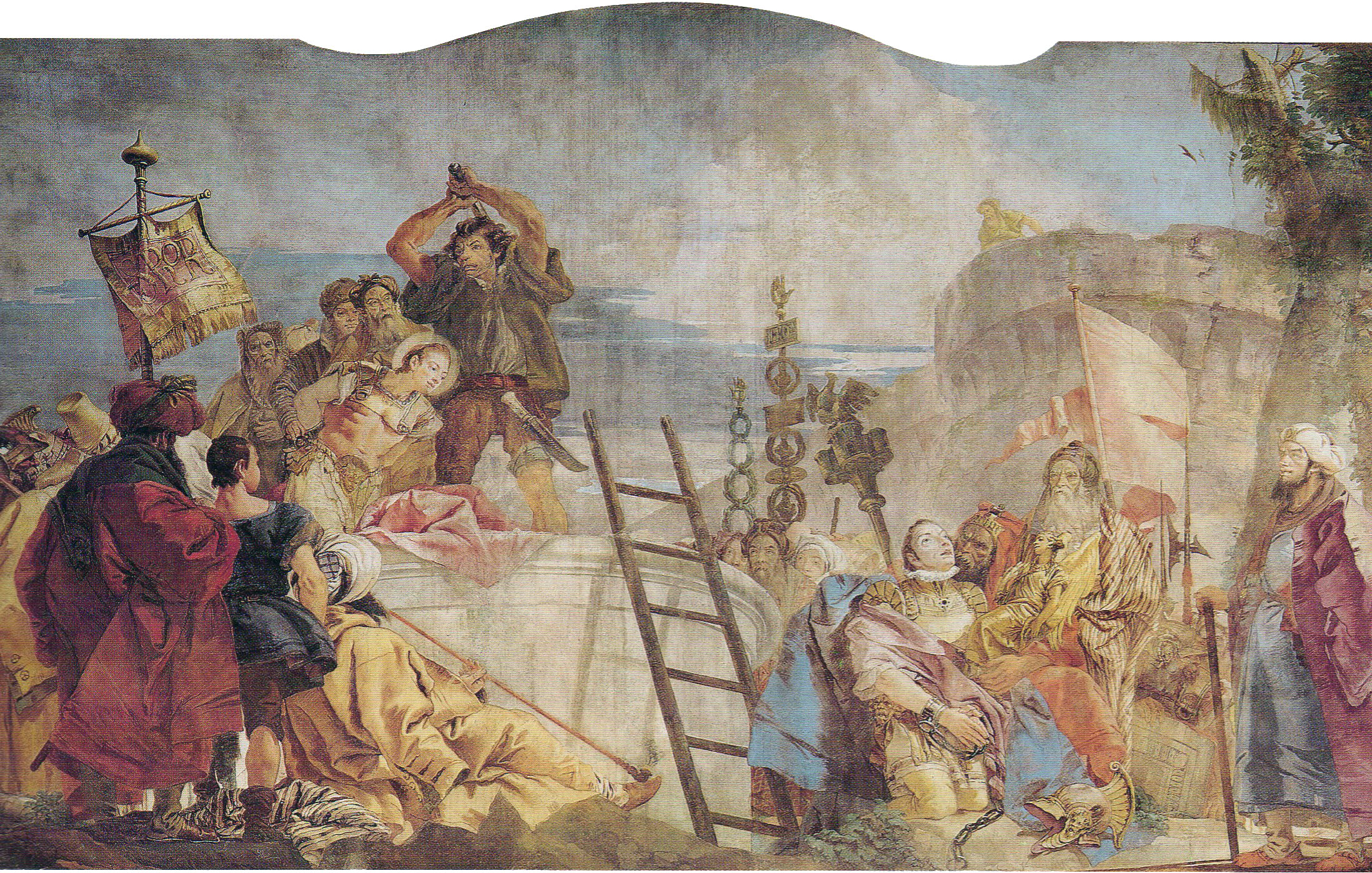
Martiri dels sants; fresc de G. B. Tiepolo a S. Faustino Maggiore (Brescia)
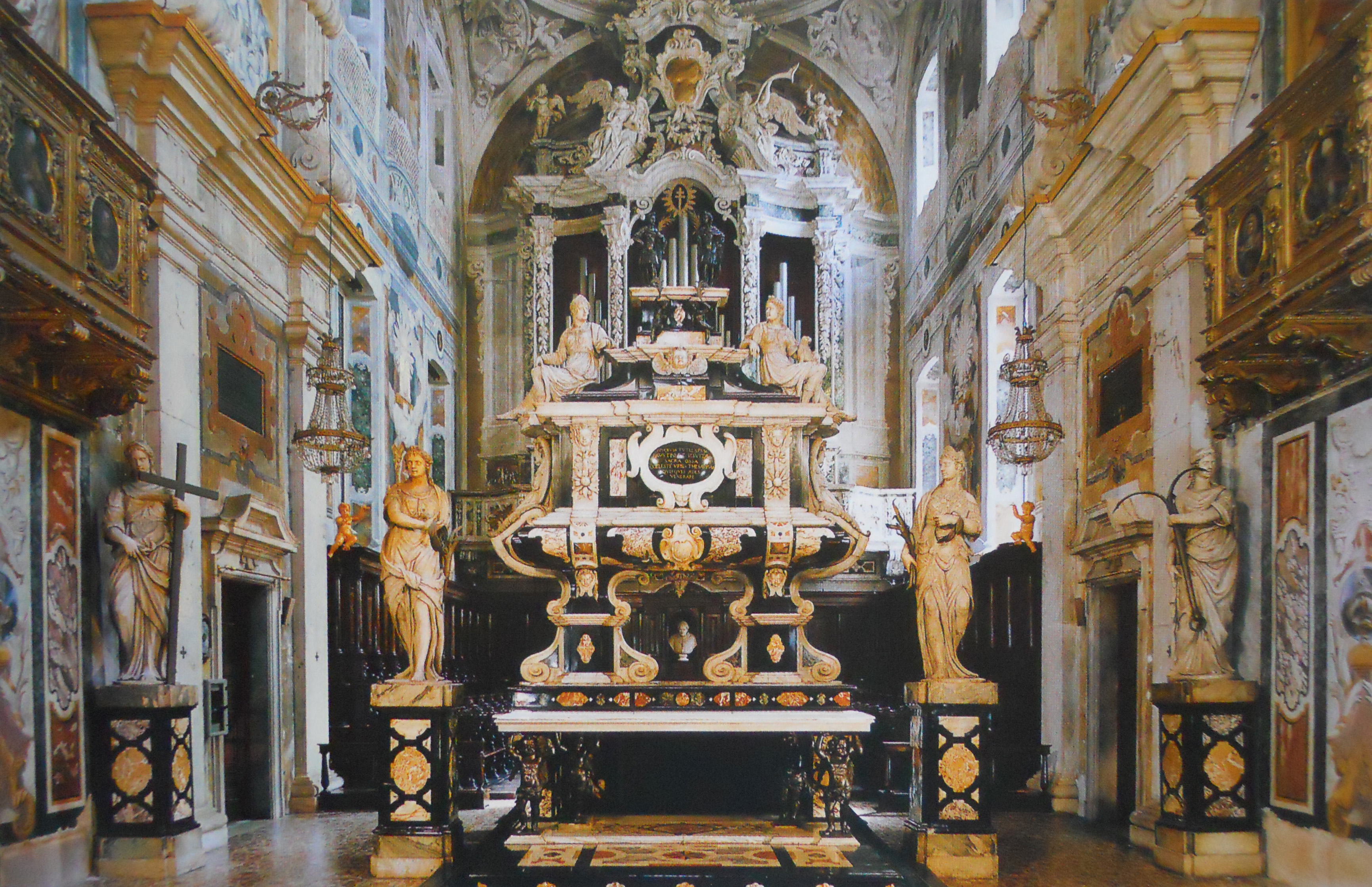
Sepulcre dels sants a S. Faustino Maggiore (Brescia)
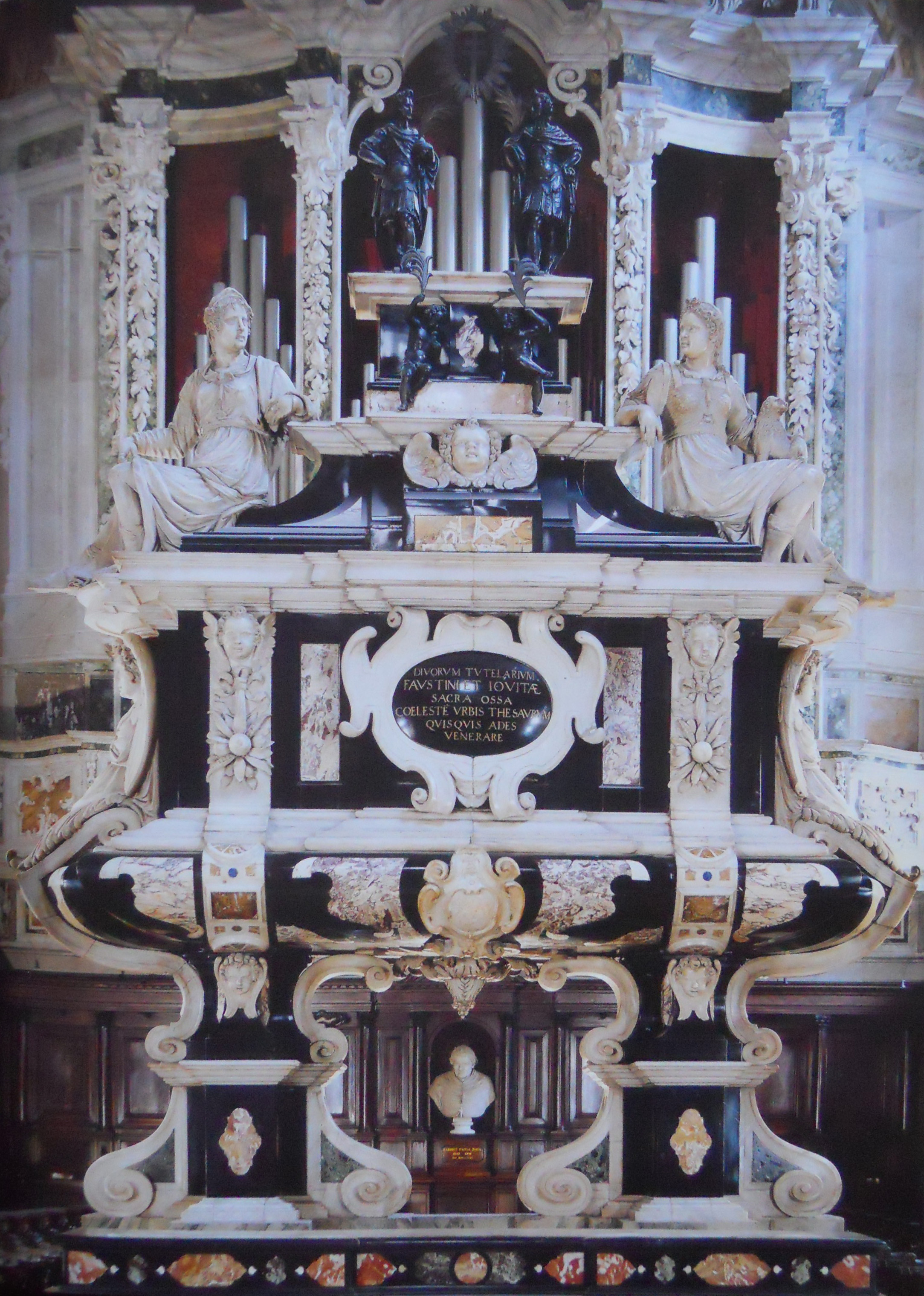
Arca dels sants a S. Faustino Maggiore

## Veneració
La tradició moderna considera que Faustí (també conegut com Faustin, Faustine, Faustinus,...etc) és el dia "anti-Sant Valentí" (tot i que en realitat protegeix les persones solteres per elecció, així com les que no tenen relacions perquè eviten les relacions no saludables i esperen persones amb qui puguin tenir relacions saludables)!
Hi ha moltes raons per a aquesta oposició:
1-El fet que tinguessin els seus martiris amb un dia de diferència (al segle II d.C., en el cas dels brescians entre el 120 i el 134, mentre que el patró de les parelles el 273);
2-Que en diversos idiomes els noms dels sants patrons siguin assonants (Valentin-Faustin, Valentine-Faustine, Valentino-Faustino,...etc);
3-l'etimologia llatina del nom, considerat de bon auguri. Així, els que encara busquen l'amor miren a sant Faustí com el seu patró i protector, confiant en una trobada futura amb un raig de sana paciència.
Per tant, els solters ho celebren el 15 de febrer!

Segons la llegenda, foren sebollits al cementiri de San Latino de Brescia, on després s'aixecà l'església de San Faustino ad Sanguinem. N'hi ha suposades relíquies a Roma, Bolonya, Verona i Brescia.
El culte a Brescia és immemorial i en són els patrons de la ciutat des de 1438, arran de la llegendària aparició dels sants en el setge que la ciutat patí per part dels milanesos, que propicià la victòria bresciana. Es difongué fora de Brescia cap al segle viii, quan s'elabora la llegenda de la seva vida. Els longobards portaren el seu culte per tot Itàlia.